# Marokkó vasúti közlekedése

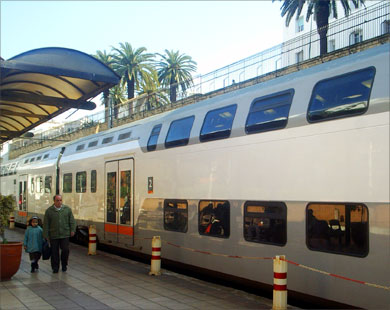
Személyvonat Marokkóban

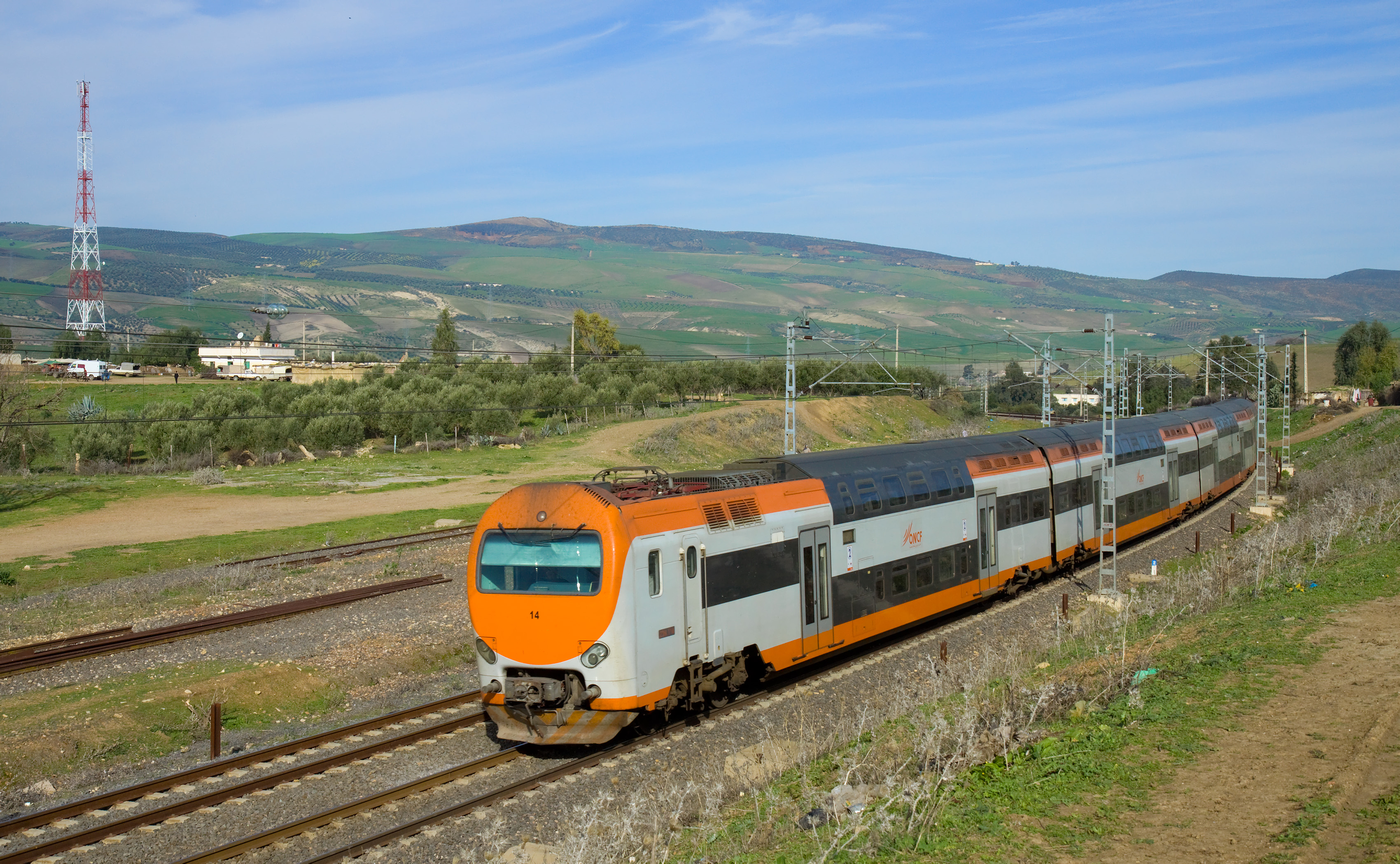
Villamos motorvonat Marokkóban

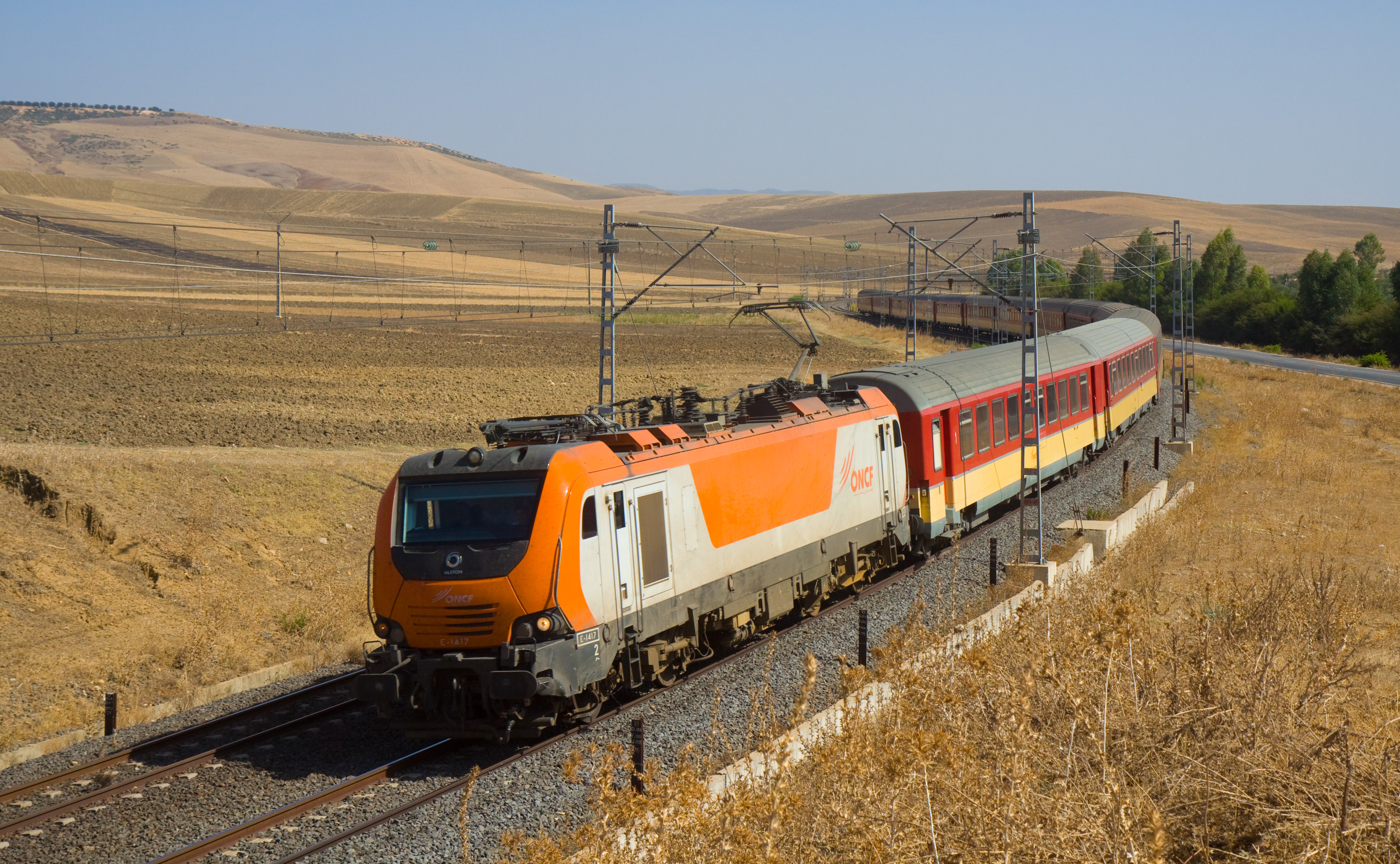
Alstom Prima villamos mozdony egy személyvonattal

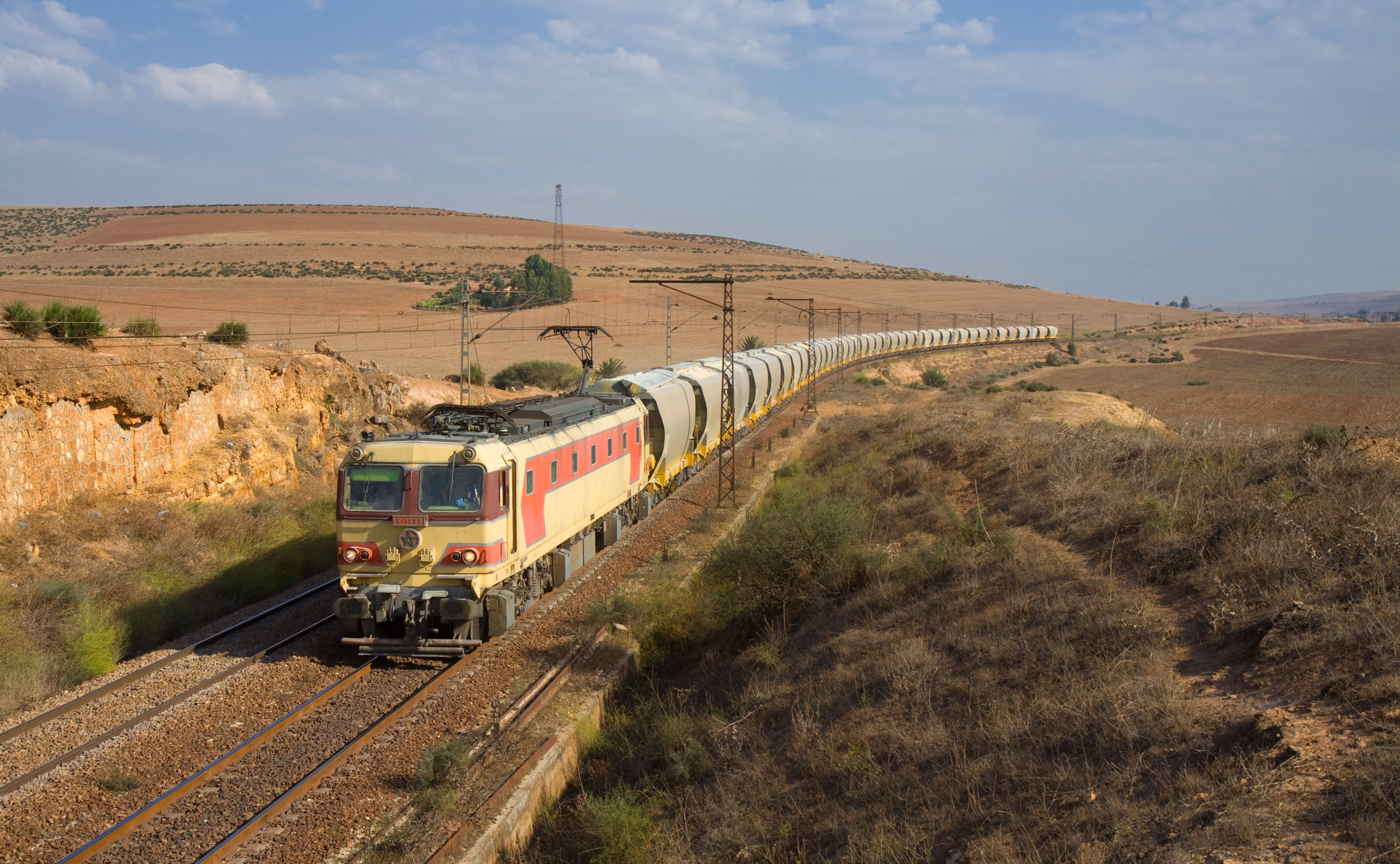
ONCF E 1200 sorozatú villamos mozdony egy tehervonattal

Marokkó vasúthálózatának hossza 1 907 km, melyből 1 003 km villamosított 3 000 volt egyenárammal. A vasútvonalak többsége az Atlanti-óceán mellett húzódik. Nemzeti vasúttársasága az Office National des Chemins de Fer du Maroc, röviden ONCFM. Az ország vasúthálózata európai színvonalú. Az első vonalat még a franciák építették 1916-ban keskeny nyomtávolsággal. 1923-ban a teljes hálózat átépült 1 435 mm-es nyomtávra.

## Nagysebességű vasút
Marokkó a francia TGV technológiáját felhasználva nagysebességű vasútvonalat épített Tanger és Kenitra között. Az új vonalat 2018 végén adták át.

## Vasúti kapcsolata más országokkal
- Algéria, van, de az 1990-es években megszűnt a forgalom, 1 435 mm-es nyomtáv
- Spanyolország, tervezés alatt, 1 435 mm-es nyomtáv

## Járművek
A Marokkó az alábbi mozdonyokkal és motorvonatokkal rendelkezett 2010-ben:

### Villamosmozdonyok
| Sorozat | Tengelyelrendezés | Darabszám | Forgalomba állás | Teljesítmény kW | Max sebesség Km/h | Gyártó |
| ------- | ----------------- | --------- | ---------------- | --------------- | ----------------- | ------ |
| E 1000  | Co'Co'            | 23        | 1975             | 3000            | 125               |        |
| E 1100  | Co'Co'            | 22        | 1977             | 2848            | 100               |        |
| E 1200  | Co'Co'            | 8         | 1982             | 2848            | 100               |        |
| E 1250  | Co'Co'            | 12        | 1984             | 3900            | 160               |        |
| E 1300  | B'B'              | 18        | 1991             | 4000            | 160               |        |
| E 1350  | B'B'              | 9         | 2000             | 4500            | 120               |        |
| E 1400  | Bo'Bo'            | 20        | 2010             | 5500            | 120/160           | Alstom |

### Dízelmozdonyok
| Sorozat | Tengelyelrendezés | Darabszám | Forgalomba állás | Teljesítmény kW | Max sebesség Km/h | Gyártó |
| ------- | ----------------- | --------- | ---------------- | --------------- | ----------------- | ------ |
| DF 100  | C'C'              | 14        | 1969             | 2250            | 80/135            |        |
| DF 115  | C'C'              | 6         | 1967             | 2650            | 85/160            |        |
| DG 200  | Bo'Bo'            | 37        | 1973             | 589             | 90                |        |
| DH 350  | Co'Co'            | 18        | 1974             | 2429            | 123               |        |
| DH 370  | Co'Co'            | 4         | 1974             | 2429            | 144               |        |
| DI 500  | Bo'Bo'            | 18        | 1982             | 736             | 85                |        |
| DK 550  | Co'Co'            | 11        | 1982             | 1472            | 105               |        |
| DL 50   | B                 | 12        | 1990             | 263             | 80                |        |
| DM 600  | Bo'Bo'            | 19        | 1992             | 817             | 100               |        |

### Villamosmotorvonatok
| Sorozat   | Tengelyelrendezés | Darabszám | Forgalomba állás | Teljesítmény kW | Max sebesség Km/h | Gyártó |
| --------- | ----------------- | --------- | ---------------- | --------------- | ----------------- | ------ |
| ONCFM ZM  | EMU-3             | 14        | 1984             | 1415            | 160               |        |
| ONCFM Z2M | EMU-4             | 24        | 2007             | 2640            | 160 / 180         |        |
| ONCFM TGV | EMU-10            | 18        | 2018             | 8800            | 320               | Alstom |